# یودل جانسون
یودل جانسون (اسپانیایی: Yudel Johnson‎؛ زادهٔ ۶ ژوئن ۱۹۸۱) بوکسور اهل کوبا بود.